# Arkadij Wiatczanin
Arkadij Arkadjewicz Wiatczanin (ros. Аркадий Аркадьевич Вятчанин; ur. 4 kwietnia 1984 w Workucie) – rosyjski pływak, dwukrotny brązowy medalista olimpijski z Pekinu, wielokrotny medalista mistrzostw świata i Europy.

## Kariera sportowa
Specjalizuje się w pływaniu stylem grzbietowym. Dwukrotnie startował w igrzyskach olimpijskich. W 2004 roku w Atenach nie zdobył medalu, ani też nie zakwalifikował się do finałów w indywidualnych startach (100 i 200 m stylem grzbietowym), ale w sztafecie 4 x 100 m stylem zmiennym był blisko podium, zdobywając 4. miejsce. Cztery lata później zdobył dwa brązowe medale indywidualnie oraz ponownie był czwarty w sztafecie stylem zmiennym. W mistrzostwach świata nie zdobył dotychczas tytułu mistrza, ale trzykrotnie zdobył srebrny i raz brązowy medal i dwukrotnie brązowy na basenie krótkim.
Największe sukcesy indywidualne osiąga w mistrzostwach Europy. Na mistrzostwach Starego Kontynentu sześciokrotnie zdobywał złote medale, w tym trzykrotnie na długim basenie. Podczas ostatnich mistrzostw Europy na basenie 25 m (2009) zdobył złoty medal na dystansie 100 m stylem grzbietowym, w czasie rekordu świata (48,97 s), ale medalem z najcenniejszego kruszcu i rekordem musiał podzielić się ze swoim kolegą z reprezentacji Stanisławem Dońcem, który w finale osiągnął również ten czas.
Wyróżniony tytułem Zasłużonego Mistrza Sportu, w 2009 r. odznaczony Orderem „Za zasługi dla Ojczyzny”.

## Odznaczenia
- tytuł Zasłużony Mistrz Sportu
- Medal Orderu „Za zasługi dla Ojczyzny” II klasy (2009)